# 斑眼霸鹟
，是雀形目霸鶲科眼斑霸鶲屬下唯一一種鳥類。該物種僅分佈於南美洲的開闊沼澤及濕地草原等有水域的地區，主要以昆蟲為食。:375這種鳥類也有遷徙的行為，並隨著亞種差別有行進方向的差異。:375
該物種兩性異形，其特點為雄鳥全身墨黑，藏有白色的羽毛，眼周一圈具有淡黃色的皮膚皺褶，這是其他霸鶲科成員都沒有的特徵之一，而相當容易被辨別出來。:193:476而雌鳥及幼鳥有斑駁的褐色羽毛，眼圈則相對不明顯。:476
雄鳥在求偶時會展現其白色羽毛，大聲鳴叫，並做出華麗的飛行表演。:454, 476:375每次產2—4枚卵，15—17天後孵化，14—16天後離巢。:375因其分佈範圍廣大而不符進一步標準，《國際自然保護聯盟瀕危物種紅色名錄》將其列入無危物種。

## 物種分類與命名
1778年，法國博物學家乔治-路易·勒克莱尔·德·布丰《自然通史》（Histoire Naturelle）所描述的是有關眼斑霸鶲最早的物種描述紀錄，布豐當時認為這種鳥類「看起來像是戴著眼鏡」的獨特。該物種最早的二名法命名出現在1789年，德國博物學家約翰·弗里德里希·格梅林在卡爾·林奈過世後再改版的第十三版《自然系統》內利用了布豐的資料描述這種鳥類，並以命名，歸於鹡鸰属內。其模式產地位於烏拉圭首都蒙得维的亚。:375
1828年，法國博物學家勒内-普里梅韦勒·莱松為其建立了獨立的眼斑霸鶲屬。當時以命名，但後來的具有命名上的優先權。:375
屬名來自希臘語，意思是「皮膚」或「膜」，以及，意思是「眼睛」。:198種名則是來自現代拉丁語，意思是「戴眼鏡的」、「看起來像戴了眼鏡一樣的」。:299
這個物種在傳統上與因為其外觀，被認為與黑霸鹟属相近，但其腿長的特徵則較偏向棕背小霸鹟属的特徵。:175

### 亞種與分佈
目前眼斑霸鶲有兩個亞種：
- 指名亞種（H. p. perspicillatus）：分佈於巴西東南側、烏拉圭、東巴拉圭至阿根廷北部。
- 安地斯山脈亞種（H. p. andinus）：分佈於智利中部和西南部及阿根廷中南部地區。由美國鳥類學家羅伯特·里奇韋於1879年首次進行描述，認為兩種差異主要在於雄鳥的羽毛顏色。[15]亞種名是現代拉丁語，意為「安地斯山脈的」。[14]:47在其他特徵上，此亞種略大於指名亞種，而外側五枚初級飛羽的白色區域較少，翼也稍短，雌鳥的胸部斑紋也較不明顯。[4]

## 形態描述

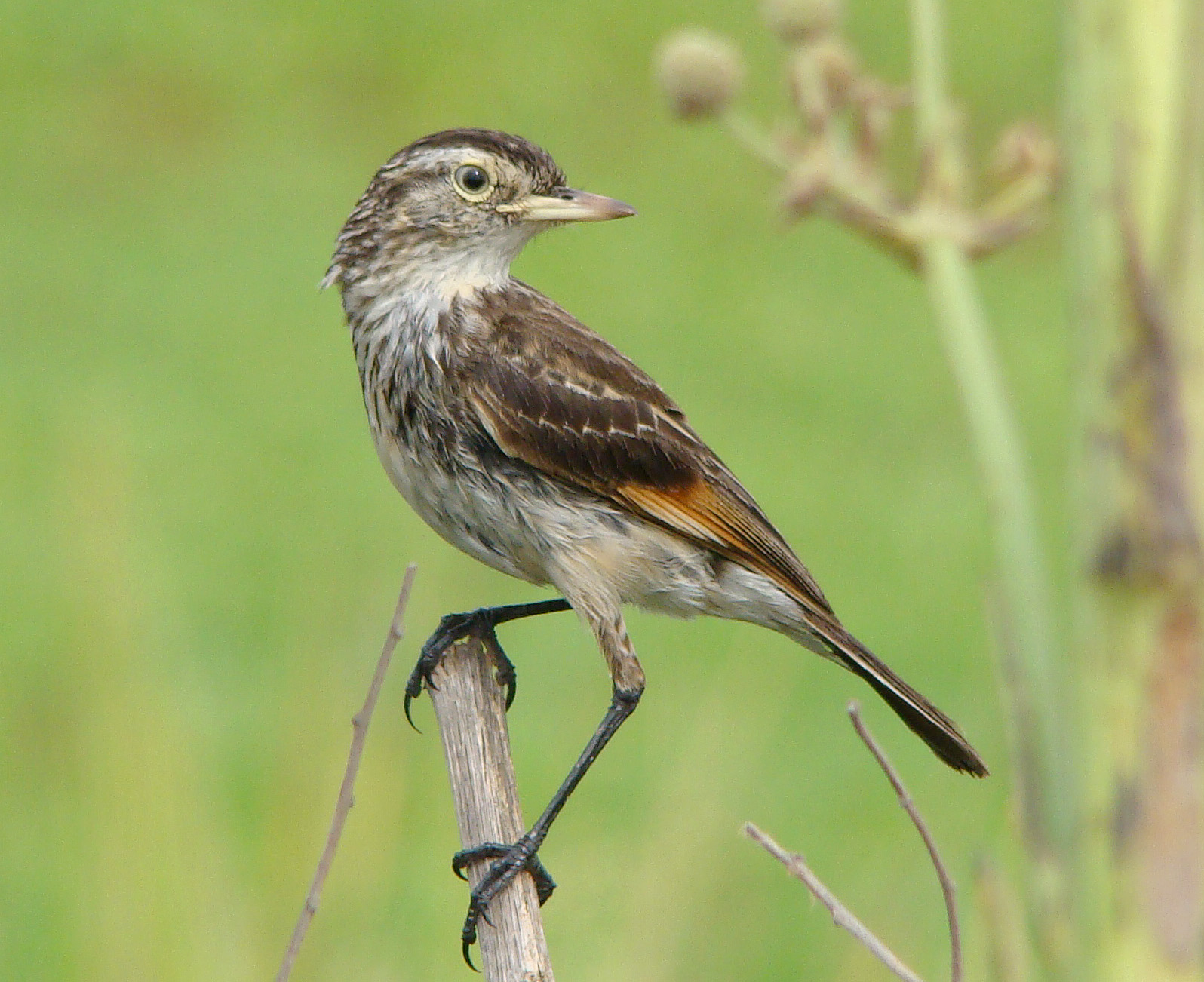
雌鳥，攝於巴西南里奥格兰德州

眼斑霸鶲的體長約13—16公分，體重約16.8—24.7公克（平均22.9公克）。其鳥喙寬平均4.2公釐、深平均4.5公釐、嘴峰長平均约19.3公釐；翼長平均88.4公釐；跗蹠平均長27.1公釐；尾長平均63.6公釐。
這個物種的特點是其雄鳥眼睛那圈相當明顯多皺的淺黃色皮膚，這是所有霸鶲科成員內都不存在的特徵。:175:475-476雖然雌鳥也有這圈皮膚，但相較於雄鳥而言較不明顯而稍黯淡。而共通點在其眼睛上的皺褶在非繁殖季中會減少，而腿相較其他親緣關係較近的鳥類中特別長。:175
這種鳥類雌雄異形，且差距相當大：雄性是墨黑色的，並有著純白色的初級飛羽，但通常幾乎不可見。:193:476其奶白色或黃色的鳥喙相當大且鮮豔，而顏色與眼睛周圍的皮膚相配。:193
雌鳥呈斑紋的灰褐至淺褐色羽毛，翅膀上有肉桂色的翼帶，其初級飛羽形成大片的赤褐色。:476雌鳥虹膜白色，眉毛較淡，並有深色的腳蹼。這種隱蔽的顏色相當適應於其生活的環境。:193外觀上整體類似灶鸟科的鳥類，並曾因其外觀被長期誤認為是另一個物種。:476
幼鳥整體上與雌鳥相似，但眼睛較深，且常缺乏標誌性的裸露眼圈。:476
在外觀上與眼斑霸鶲最相近的物種為白翅黑霸鶲，但後者缺乏明顯的眼圈，且鳥喙為藍灰色。

## 遷徙與棲地
這種物種僅分佈於南美洲。在較熱的月份中，這種鳥類會留在烏拉圭、巴拉圭、智利和阿根廷的沼澤地繁殖，並在冬季時遷徙至別處。:193, 375:459兩個亞種分別有不同的遷徙路線，其中指名亞種會遷徙至巴拉圭、玻利維亞中部和巴西南部；而安地斯山脈亞種則是自智利越過安第斯山脈，遷徙至至阿根廷北部。:375在秘魯，牠們是非常罕見的南部鳥類，主要出現在該地東南地區。在巴拉圭南部的一些族群可能為定居性而不遷徙的。:375
牠們多棲息於開闊地區的沼澤、濕地草原、灌木地或河流附近，並也能利用有水域的人工環境如田地及牧場等。:375常明顯地在灌木叢中或柵欄上棲息。垂直分佈可至海拔約2000公尺左右，在部分地區可達3350公尺。:375

## 習性

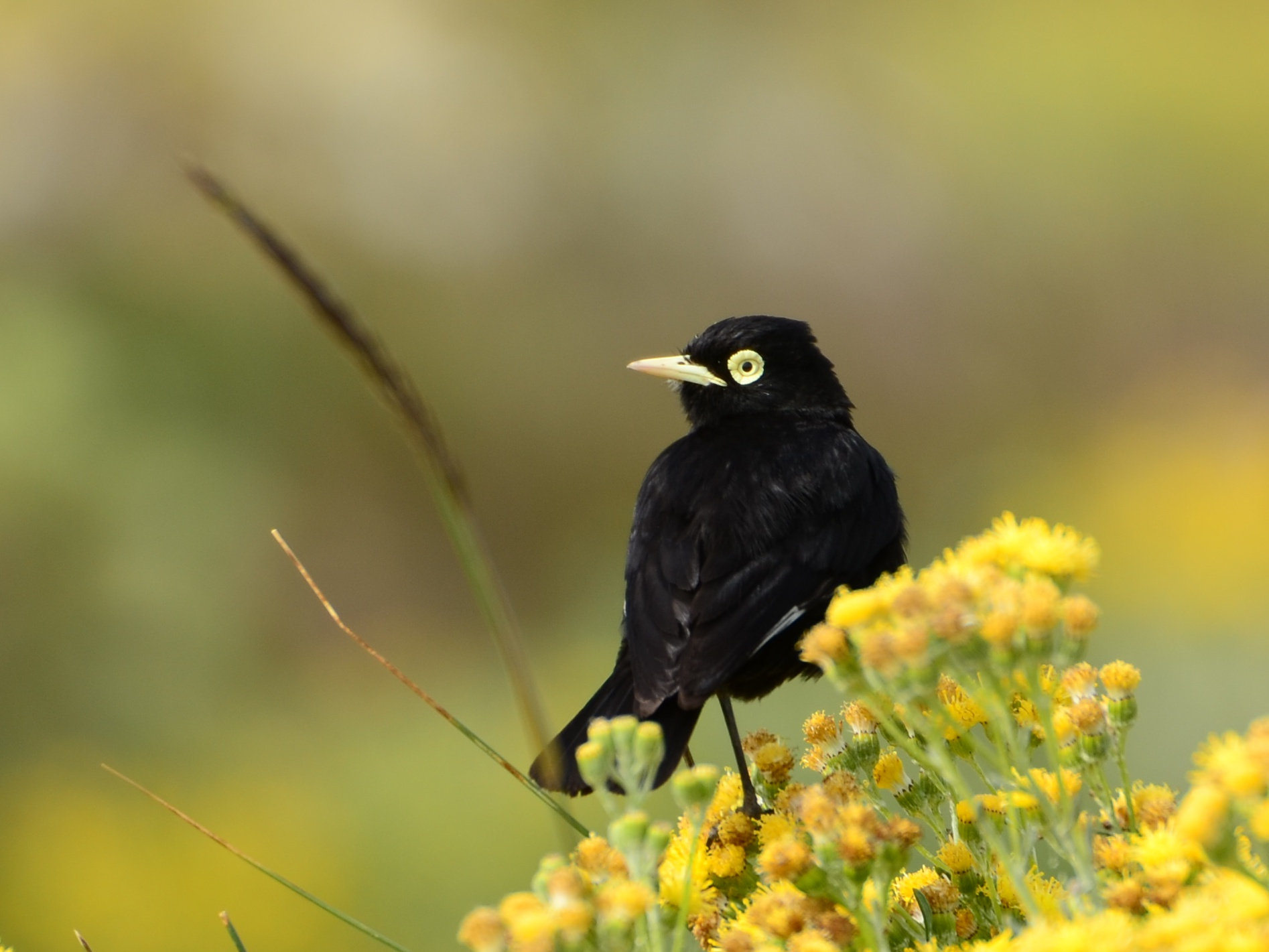
安地斯山脈亞種雄鳥，攝於阿根廷聖克魯斯省埃尔卡拉法特

### 食性
眼斑霸鶲以昆蟲為主食，單獨覓食為主。:375超過九成的飲食以蜻蛉目（26％）、鱗翅目（23％）、直翅目（20％）、鞘翅目（14％）組成。牠們也食用較少量的蜘蛛、蜈蚣及小型青蛙。捕食時既會從空中俯衝，也經常在地面上奔跑或站在水面上的植被上以捕捉昆蟲。:175, 193:476。

### 繁殖

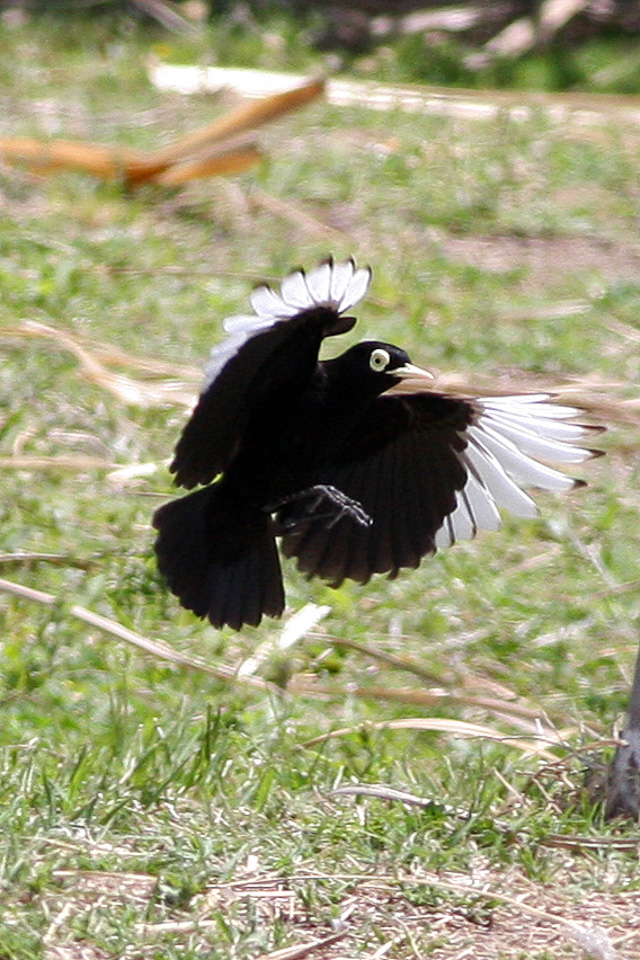
雄鳥展翅的外觀上可見明顯白色飛羽，攝於阿根廷布宜諾斯艾利斯

其繁殖季隨區域會有些微變化，阿根廷的在10—1月間，而智利是在11—1月間。:375雄鳥具有領域性，會驅趕外來雄鳥跟其他物種，並有可能是一夫多妻制的配對方式。雄鳥在行求愛展示或飛行時，會顯露出其顯眼的白色羽毛。:193求愛過程中，雄鳥會垂直飛行，每秒拍打28—30次的翅膀，並飛到10公尺的高空後在頂端鳴叫，然後向後倒下並做出翻筋斗的動作。:454, 476:375
眼斑霸鶲的巢穴通常藏在草叢或蘆葦叢的內部或底部，為一個小型但較深的杯狀。:375常在溪流附近築巢，但水源並不是絕對需要的條件。根據三個在阿根廷的紀錄，其巢穴外徑4.4—10公分、內徑3.5—6.5公分，深3.7—6公分。:375有時會遭到紫輝牛鸝行巢寄生。:375
雌鳥每次產2—4枚卵。:375蛋主要是白色，上面通常有褐或紅褐色的斑點，多分布在蛋的鈍端，但也可能為純白色。在15—17天後孵化，14—16天後離巢。築巢、孵蛋、孵育、餵養和清潔幼雛等育雛責任完全由雌鳥擔負。

### 叫聲
這種鳥類通常較為安靜。但在飛行展示時，雄鳥會發出「zheeeee」或急促的「tee-rreb」音調。:375除了本身的叫聲，眼斑霸鶲也在求偶時會發出由初級飛羽所產生的「buzz」聲音，該大聲的嗡鳴聲響被形容像蜂鳥一樣。:375:476

## 天敵與威脅
斑眼霸鶲的繁殖表現因受到棲地碎片化的影響而有所下降。並已觀察到成鳥會被一些猛禽如黃腹隼、南美鳳頭卡拉鷹及灰鷂所捕食。

## 數量與保護情況
眼斑霸鶲的族群規模尚未被實際估計過，但該物種被認為「相當常見」。2021年的研究中預測約有402萬隻。因為其分佈範圍相當廣大，且族群數量穩定而不符易危物種的標準，故在《國際自然保護聯盟瀕危物種紅色名錄》中被評為無危物種。

## 與人類的關係
在阿根廷，眼斑霸鶲有著「pico de plata」或「silver bill」的名稱；而在智利則是有「run-run」之名，源自當地一個會發生嗡嗡聲的兒童遊戲。

## 外部連結
- 维基共享资源上的相關多媒體資源：眼斑霸鶲
- 維基物種上的相關：眼斑霸鶲
- VIREO上眼斑霸鶲的圖片
- Xeno-canto上眼斑霸鶲的叫聲 （页面存档备份，存于）